# Alnwick/Haldimand
Alnwick/Haldimand (offiziell Township of Alnwick/Haldimand) ist eine Verwaltungsgemeinde im Südosten der kanadischen Provinz Ontario. Das Township liegt im Northumberland County und hat den Status einer Lower Tier (untergeordneten Gemeinde).
Die heutige Gemeinde entstand im Jahr 2001 im Rahmen der Gemeindereform durch den Zusammenschluss der damaligen Township „Alnwick“ und „Haldimand“.
Während das ehemalige „Township of Alnwick“ nach der Herkunft der ersten europäischen Siedler aus dem englischen Alnwick District benannt wurde, wurde das ehemalige „Township of Haldimand“ nach Frederick Haldimand, von 1778 bis 1786 der Vizegouverneur der Provinz Québec, benannt. Beide Gemeinden entstanden Ende des 18. Jahrhunderts als sich hier in Folge des Unabhängigkeitskrieges verstärkt Loyalisten niederließen.
Ein Beispiel der durch die Siedler in neoklassizistischer Wohnbauarchitektur errichteten Gebäude ist das bis 1820, in der Siedlung Grofton, fertiggestellte Barnum House. Es gilt heute als von besonderem historischen Wert und wurde am 23. Mai 1959 zur National Historic Site of Canada erklärt.

## Lage
Das Township Alnwick/Haldimand grenzt im Norden an den Rice Lake und im Süden an den Ontariosee. Das Township liegt an östlichen Rand des Greater Golden Horseshoe bzw. südlich der Ausläufer des kanadischen Schildes. Die Gemeinde wird von der Hügelkette der Oak Ridges-Moräne durchzogen und liegt etwa 125 Kilometer Luftlinie nordöstlich von Toronto.
Die Gemeinde gliedert sich in zahlreiche kleine und kleinste Ansiedlungen. Neben den Verwaltungssitz „Grafton“ sind „Dunnette Landing“, „Lakeport“, „Little Germany“, „McCracken Landing“ und „Roseneath“ Siedlungsschwerpunkte.
Mit dem Peter’s Woods Provincial Park befindet sich ebenfalls einer der Provincial Parks in Ontario im Gemeindegebiet.
Außerdem umschließt das Gemeindegebiet im Norden auch Reservate (Alderville First Nation) der First Nations. Hier leben hauptsächlich Angehörige der Mississauga.

## Demografie
Der Zensus im Jahr 2016 ergab für die Siedlung eine Bevölkerungszahl von 6869 Einwohnern, nachdem der Zensus im Jahr 2011 für die Gemeinde eine Bevölkerungszahl von nur 6617 Einwohnern ergeben hatte. Die Bevölkerung hat damit im Vergleich zum letzten Zensus im Jahr 2011 schwächer als der Trend in der Provinz um 3,8 % zugenommen, während der Provinzdurchschnitt bei einer Bevölkerungszunahme von 4,6 % lag. Bereits im Zensuszeitraum von 2006 bis 2011 hatte die Einwohnerzahl in der Gemeinde schwächer als der Provinzdurchschnitt um 2,8 % zugenommen, während die Gesamtbevölkerung in der Provinz um 5,7 % zunahm.

## Verkehr
Die Gemeinde wird im Süden von dem in Ost-West-Richtung verlaufenden Kings Highway 401, welcher hier auch die Bezeichnung „Highway of Heroes“ trägt, durchquert. Im Süden der Gemeinde verlaufen ebenfalls Eisenbahnstrecken der Canadian National Railway (CN) und der Canadian Pacific Railway (CP).
Durch die Lage am Rice Lake ist Alnwick/Haldimand auch an den Trent-Severn-Wasserweg angebunden. Die Gemeinde wird darüber entweder nach Südwesten mit der Bay of Quinte des Ontariosees oder nach Nordosten mit der Georgian Bay des Huronsees verbunden.